# Лужба
Лужба́ (рос. Лужба) — селище у складі Міждуріченського міського округу Кемеровської області, Росія.

## Населення
Населення — 37 осіб (2010; 38 у 2002).
Національний склад (станом на 2002 рік):
- шорці — 68 %
- росіяни — 32 %